# Matthew Rankin

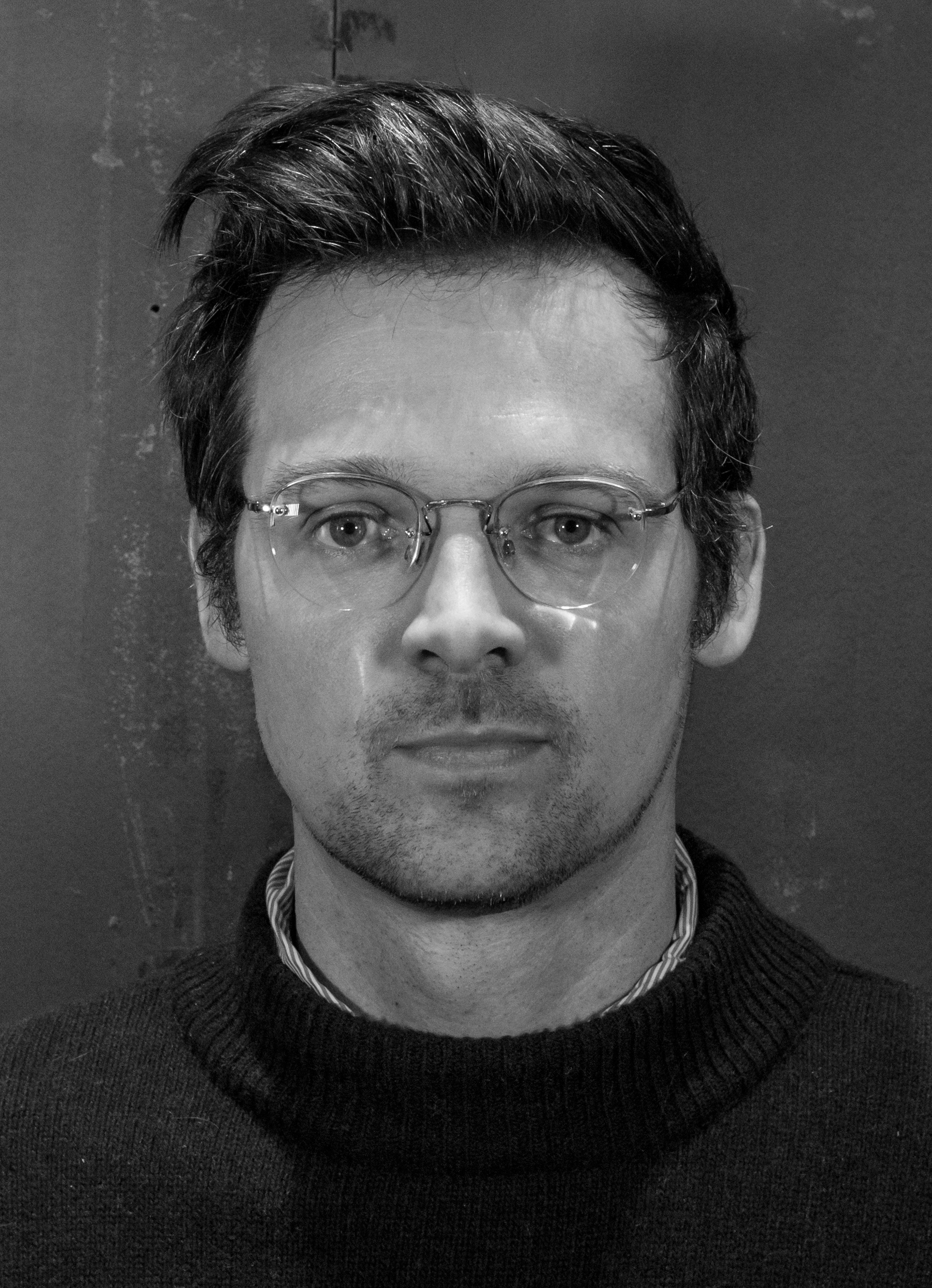
Matthew Rankin (2018)

Matthew Rankin (* 1980 in Winnipeg) ist ein kanadischer Filmregisseur, Drehbuchautor und Filmeditor. Sein zweiter Spielfilm Universal Language wurde von Kanada als Beitrag für die Oscarverleihung 2025 als bester Internationaler Film eingereicht.

## Leben
Matthew Rankin wurde 1980 in Winnipeg geboren. Er studierte am Department of History and Classical Studies der McGill University in Montreal sowie an der Université Laval in Québec. Im Jahr 2011 war Rankin Teilnehmer der Berlinale Talents. Nach zahlreichen Kurzfilmen feierte sein erster abendfüllender Film The Twentieth Century, ein größtenteils erfundenes, bizarres Biopic über den ehemaligen kanadischen Premierminister William Lyon Mackenzie King, der sein Leben lang darauf vorbereitet wurde, eines Tages Premierminister Kanadas zu werden, im September 2019 im Rahmen des Toronto International Film Festivals seine Premiere, bevor er am 13. Dezember 2019 in ausgewählte kanadische Kinos kam. Im Februar 2020 erfolgten Vorstellungen bei den Filmfestspielen in Berlin, wo er auch im Rahmen des Teddy Awards, einem eigenen Wettbewerb, gezeigt wurde. Sein zweiter Spielfilm Universal Language feierte im Mai 2024 bei den Internationalen Filmfestspielen in Cannes seine Premiere und wurde von Kanada als Beitrag für die Oscarverleihung 2025 als bester Internationaler Film eingereicht.

## Filmografie
- 2006: Où est Maurice? (Kurzfilm)
- 2006: Death by Popcorn (Kurzfilm)
- 2007: Sharhé Halé-Shakhsi (Kurzfilm)
- 2008: Cattle Call (Kurzfilm)
- 2008: Hydro-Lévesque (Kurzfilm)
- 2010: Negativipeg (Kurzfilm)
- 2011: Tabula Rasa (Kurzfilm)
- 2014: Mynarski: Death Plummet (Kurzfilm)
- 2017: Tesla: World Light (Kurzfilm)
- 2019: The Twentieth Century
- 2022: Before I Change My Mind (als Schauspieler)
- 2022: Municipal Relaxation Module (Kurzfilm)
- 2024: Universal Language (Une langue universelle, auch als Schauspieler)

## Auszeichnungen
Canadian Screen Award
- 2020: Nominierung für die Beste Regie (The Twentieth Century)
- 2020: Nominierung für das Beste Originaldrehbuch (The Twentieth Century)[7]

Directors Guild of Canada Award
- 2024: Nominierung für den Jean-Marc-Vallee-Discovery-Award (Universal Language)[8]

Glasgow Film Festival
- 2020: Nominierung für den Publikumspreis (The Twentieth Century)[9]

Internationale Filmfestspiele Berlin
- 2020: Nominierung für den Teddy Award als Bester Spielfilm (The Twentieth Century)
- 2020: Auszeichnung mit dem FIPRESCI-Preis in der Sektion Forum (The Twentieth Century)

Internationale Filmfestspiele von Cannes
- 2024: Nominierung in der Quinzaine des cinéastes (Universal Language)
- 2024: Auszeichnung mit dem Publikumspreis in der Quinzaine des cinéastes (Universal Language)[10]

Philadelphia Film Festival
- 2019: Nominierung für den Archie Award (The Twentieth Century)[11]

Toronto International Film Festival
- 2019: Auszeichnung als Best Canadian First Feature (The Twentieth Century)

Viennale
- 2024: Auszeichnung mit dem FIPRESCI-Preis (Universal Language)[12]